# Смакова система людини

Детальна будова смакового сосочка

Смакова система (орган смаку) — аналізатор зовнішнього середовища, що відповідає за дегустаційну функцію в організмі. Складовими частинами органа смаку є:
- смакові бруньки
- провідникові шляхи органа смаку

## Смакові чашечки (смакові бруньки)
Смакові бруньки розташовані в товщі багатошарового плоского зроговілого епітелію язика. Загальна кількість смакових чашечок дорівнює 2000. Смакова брунька еліпсоїдної форми займає усю товщу епітеліального пласта від базальної мембрани до поверхні епітелію, де вона відкривається смаковою порою. У бруньці розрізняють смакові рецепторні клітини, підтримуючі клітини та базальні клітини.
- смакові клітини — витягнутої овальної форми, їх ядра розташовуються на базальному полюсі клітини. Цитоплазма рецепторних клітин багата на РНК, білки, містить добре розвинуті ЕПС та комплекс Гольджі. На апікальній поверхні смакових клітин є багато тонких мікроворсинок, які збільшують площу сприймаючої поверхні. Ці мікроворсинки називаються штифтиками. До базальної та бічної поверхонь рецепторних смакових клітин підходять закінчення безмієлінових нервових волокон.
- підтримаючі клітини — вузькі, високі клітини призматичної форми з великим ядром і світлою цитоплазмою, в якій добре розвинуті ЕПС, мітохондрії та елементи комплексу Гольджі.
- базальні клітини — невеликі клітини, які лежать на базальній мембрані, не досягають смакової пори і не контактують з нервовими волокнами. Вони є малодиференційованими клітинами і служать джерелом регенерації інших клітин.

Час життя однієї рецепторної або підтримувальної клітини становить близько 10 діб.

## Провідникові шляхи органа смаку
Перші нейрони провідного шляху смакового аналізатора утворені:
- несправжньоодновідростковими клітинами вузла колінця лицевого нерва
- несправжньоодновідростковими клітинами нижнього вузла язикоглоткового нерва
- несправжньоодновідростковими клітинами нижнього вузла блукаючого нерва

Усі вони підходять до спільних для них чутливих ядер одинокого шляху, розташованих у довгастому мозку. У комплексі цих ядер містяться клітини других нейронів провідного шляху. Їх аксони переходять на протилежний бік, приєднуються до присередньої петлі й разом з нею підходять до присереднього і вентрального ядер, які є третіми нейронами, а їх аксони входять у кірковий центр смакового аналізатора, що розміщений у нижній частині заднього центрального закрутка тім'яної частки.